# Omroep Brabant
Omroep Brabant est une société néerlandaise de radiodiffusion publique régionale de la province de Brabant-Septentrional, créée le 1er septembre 1976. Le siège social de Omroep Brabant est situé à Son en Breugel. 
Elle regroupe une station de radio et une chaîne de télévision du même nom qui sont diffusées dans la province.

## Diffusion
La radio et la télévision sont recevables dans le Brabant-Septentrional par DVB-T. La chaîne de télévision est recevable à l'échelle nationale par le câble, IPTV et la satellite. La radio est recevable dans le Brabant-Septentrional sur la bande FM, DAB+, DVB-T et à l'échelle internationale par Internet.

## Identité visuelle

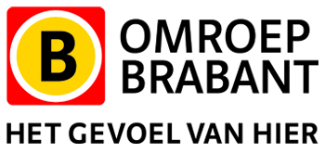
Logo d'Omroep Brabant de 2012 à 2017
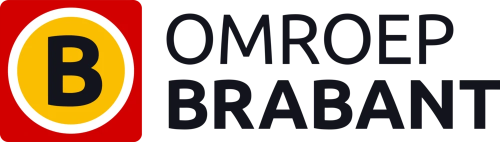
Logo d'Omroep Brabant depuis 2017